# The Good Earth (romance)
The Good Earth é um romance da escritora Pearl S. Buck publicado em 1931 e premiado em 1932 com o Prêmio Pulitzer. É o primeiro livro da trilogia “The House of Earth” ("A Casa da Terra"), que Buck escreveu logo após East Wind: West Wind (1930). A trilogia é composta por esse livro, seguido de "Sons" ("Os Filhos de Wang Lung"), em 1932, e "A House Divided" ("A Casa Dividida"), em 1935. O livro relata a história de uma família chinesa em um vilarejo antes da Guerra Civil Chinesa.

## Histórico
The Good Earth se tornou o romance mais vendido nos Estados Unidos entre os anos de 1931 e 1932, e pode ter sido um fator de influência para a premiação de Buck com o Prêmio Nobel em 1938. Mediante o tema que retrata a vida de uma família chinesa em um povoado, o romance pode ter auxiliado na preparação dos americanos dos anos 30 para considerar os chineses como aliados na Segunda Guerra Mundial, contra o Japão.
Em 2004, o livro voltou a ocupar um lugar de destaque entre os best-sellers quando foi escolhido, na televisão, por Oprah Winfrey para o "Oprah's Book Club".
Uma adaptação teatral foi feita pela Broadway em 1932, pelo Theatre Guild, escrita pela dupla formada por pai e filho, Owen e Donald Davis, porém foi mal recebida pela crítica, e teve apenas 56 apresentações. No entanto, o filme de 1937 alcançou maior sucesso.

## Enredo
O livro retrata a vida na China, numa época de grandes transformações econômicas e sociais, testemunhando a passagem do país de uma economia agrária para uma potência emergente. Com trabalho e perseverança, o chinês Wang Lung, de humilde camponês transforma-se em um grande proprietário, e as terras que possui são investidas de sacralidade, tornando-se-lhe mais importantes até do que sua família e até mesmo do que seus deuses. Descrevendo a trajetória de Wang Lung e sua família, o livro revela, assim, todas as fases da vida e suas vicissitudes, lutas, ambições e recompensas.

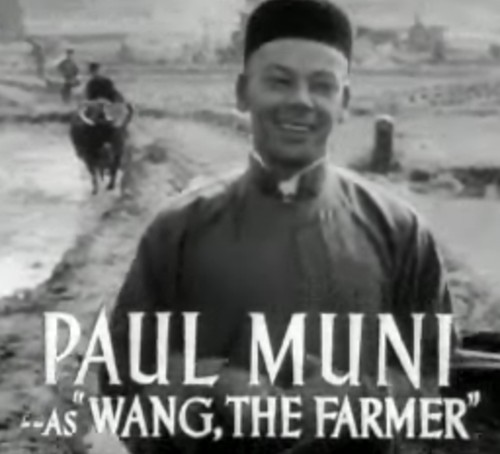
Paul Muni interpretando Wang Lung no filme “The Good Earth”, em 1932.

A história começa no dia do casamento de Wang Lung, e segue a ascensão e queda de sua fortuna. A casa dos Hwang, uma família de ricos proprietários de terras, vive na cidade vizinha, onde a futura esposa de Wang, O-Lan, vive como uma escrava. Como a casa de Hwang decresce lentamente, devido ao uso de ópio e gastos freqüentes e descontrolados, Wang Lung, através de seu próprio trabalho duro e da habilidade de sua esposa, O-Lan, lentamente ganha dinheiro suficiente para comprar as terras da família Hwang.
O casal tem dois filhos e duas filhas; a primeira filha torna-se mentalmente deficiente como resultado da desnutrição grave provocada pela fome, e o pai a chama de “Poor Fool”, um nome pelo qual ela é reconhecida por toda a vida. Assim que a segunda filha nasce, O-Lan a mata para lhe poupar a miséria de crescer naqueles tempos difíceis. Durante a fome devastadora e a seca, a família deve fugir para uma grande cidade do Sul para encontrar trabalho. O maligno tio de Wang se oferece para comprar suas posses e terras, mas por um valor significativamente menor do que seu valor. A família vende tudo, exceto a terra e a casa. Wang Lung, em seguida, enfrenta a longa jornada para o Sul, contemplando como a família sobreviverá andando, quando descobre que o “firewagon”, como os habitantes locais chamam o trem recém-construído, leva as pessoas ao Sul por uma taxa.

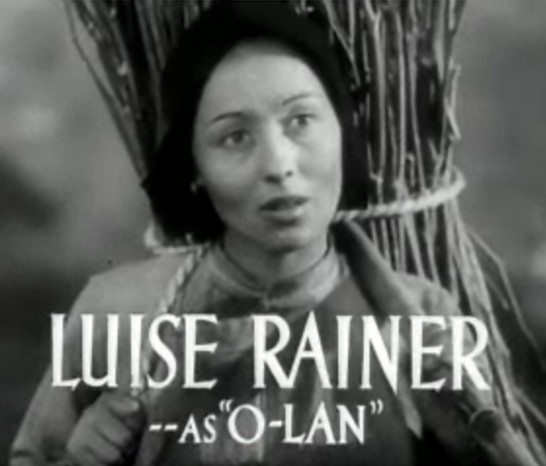
Luise Rainer interpretando O-Lan no filme “The Good Earth”, em 1932.

Enquanto na cidade, O-Lan e as crianças mendigam, Wang Lung puxa um riquixá para sobreviver; eles se sentem estranhos entre seus compatriotas mais metropolitanos, que parecem diferentes e falam com um sotaque rápido. Eles só não morrem de fome devido aos pratos de arroz das refeições beneficentes de um centavo, mas ainda vivem em extrema pobreza. Wang Lung pensa em voltar à sua terra, e quando os exércitos se aproximam da cidade, ele só pode trabalhar à noite, transportando mercadorias, com medo de ser recrutado. Em determinado dia, seu filho traz para casa carne que ele havia roubado. Furioso, Wang Lung lança a carne na terra, acreditando que, se eles se mantivessem roubando, seus filhos iriam crescer como ladrões. O-Lan, no entanto, calmamente pega a carne e começa a cozinhá-lo novamente, representando que ela preferia a saúde à honestidade. Quando um motim irrompe, por alimentos, Wang Lung involuntariamente se junta a uma multidão, que saqueia uma rica casa e pressiona seu dono em um canto; temendo por sua vida, o homem dá a Wang Lung todo o dinheiro que tem para comprar sua segurança. Enquanto isso, sua esposa tinha roubado jóias de outra casa, escondendo-as entre seus seios.
Wang Lung usa o dinheiro para levar a família para casa, comprar um boi novo, ferramentas agrícolas, e contratar funcionários para trabalhar a terra. Na época, mais dois filhos nascem, um filho e uma filha. Usando as jóias que O-Lan saqueou na casa da cidade, Wang Lung é capaz de comprar a terra restante da casa de Hwangs. Ele é finalmente capaz de enviar seus primeiros dois filhos para a escola e o segundo como aprendiz de um comerciante. Como Wang Lung torna-se mais próspero, ele compra uma concubina chamada Lotus. Morre O-Lan, mas não antes de assistir o casamento de seus primeiros filhos. Wang Lung e sua família mudam-se para a cidade e alugam a antiga casa de Hwang. Wang Lung, agora um homem velho, quer paz, mas sempre há controvérsias, principalmente entre seus filhos e suas esposas. O terceiro filho de Wang está afastado para se tornar um soldado. No final do romance, Wang Lung ouve seus filhos planejamento vender a terra e tenta dissuadi-los; eles dizem que vão fazer como ele deseja, mas sorriem conscientemente em si.

## Personagens
- Wang Lung: um homem pobre, trabalhador braçal do campo, que nasceu e cresceu na pequena aldeia de Anhwei, e é o protagonista da história. Wang segue as tradições chinesas, tais como piedade filial e o dever de família, e acredita que a terra é a fonte de riqueza e felicidade. Torna-se um homem muito bem sucedido e possui um grande lote de terra que ele compra da casa de Hwang. Como seu estilo de vida muda, ele questiona sua vida e compra uma amante.[6] Em Hanyu Pinyin, o nome Wang é escrito "Wang Long",[7] e Wang é representado pelo caractere 王.
- O-Lan: primeira esposa de Wang, era escrava na casa de Hwang. Apresenta-se como uma mulher de poucas palavras, simples mas, no entanto, de espírito valioso para Wang Lung pelas habilidades que adquiriu anteriormente. Ela é diligente e abnegada.
- Pai de Wang Lung: deseja netos para confortá-lo na velhice, torna-se extremamente carente e infantil na medida em que o romance progride.
- Poor Fool: primeira filha de O-Lan e Wang Lung, apresenta uma deficiência mental causada pela desnutrição.
- Segundo Bebê: é sufocado por O-Lan assim que nasce, para não sofrer com a situação de penúria da família.
- Nung En (Filho mais velho): é irresponsável e casa com a filha de um mercador local.
- Nung Wen (Filho do meio): é responsável, porém é contra as tradições de Wang.
- Esposa do filho mais velho: filha de um mercador local, é trazida para casa antes da morte de O-Lan, que a considera adequada e apta. Seu primeiro filho é um menino.
- Esposa do filho do meio: uma jovial mulher rural. Seu primeiro filho é uma menina.
- Filho mais novo: Wang Lung originalmente destinara este filho para ser encarregado da fazenda, enquanto seus outros dois filhos foram educados, mas ele se torna arrogante e foge para se tornar um soldado.
- Filha mais velha: gêmea de seu filho mais novo, torna-se noiva de um filho de comerciantes mais cedo, devido ao assédio de seu primo.
- Tio de Wang Lung: um homem manhoso, preguiçoso, que é membro de um bando de ladrões, conhecido como Redbeards, e é um fardo a Wang Lung; torna-se viciado em ópio.
- Esposa do tio de Wang: também torna-se viciada em ópio.
- Sobrinho de Wang: selvagem e preguiçoso, deixa Nung En em apuros para se tornar um soldado.
- Ching: fiel amigo e vizinho de Wang. Morre e é enterrado perto da entrada do cemitério familiar. Wang Lung faz planos de ser enterrado próximo a ele.
- Lotus: mimada concubina e ex-prostituta, depois se torna gorda. Ajuda a organizar os casamentos dos filhos de Wang.
- Cuckoo: anteriormente uma escrava na casa de Hwang, torna-se Senhora da casa de chá, e eventualmente se torna serva de Lotus. Odiada por O-Lan porque foi cruel com ela na casa de Hwang.
- Pear Blossom: comprada em menina, ela serve como uma escrava. No final da novela ela se torna concubina de Wang porque diz preferir a devoção silenciosa de homens velhos à paixão ardente de homens jovens.

## Cronologia

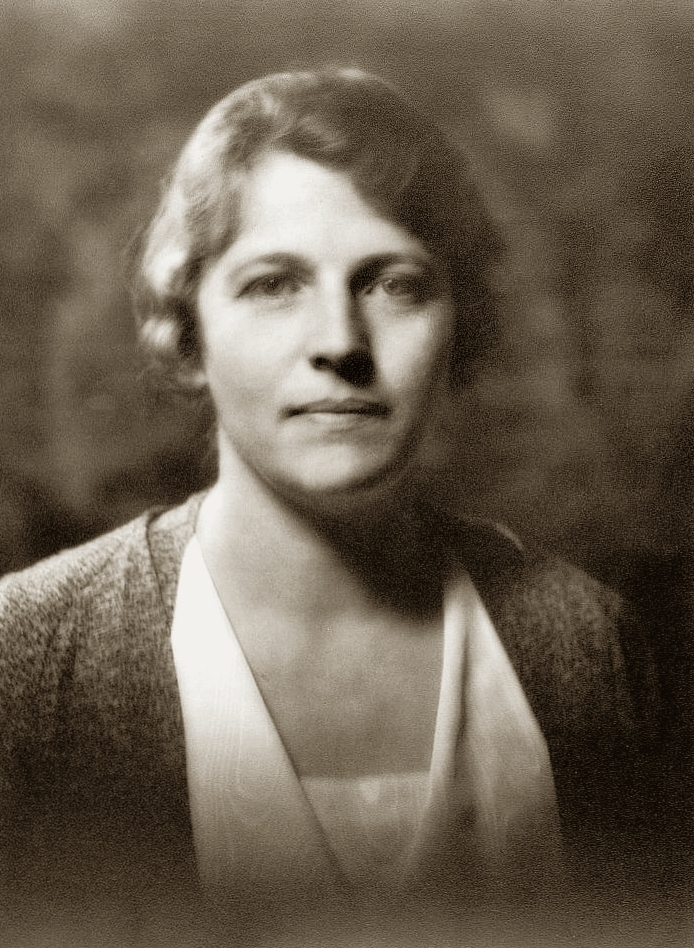
Pearl S. Buck, autora de "The Good Earth", por volta de 1932.

A cronologia do romance não é clara. Wang Lung tem em torno de vinte anos de idade em seu casamento, e mais de setenta no final da narrativa, dando-lhe uma extensão de cerca de cinquenta anos. Em um capítulo de início um barbeiro se oferece para raspar o cabelo de Wang, um ato ilegal antes da década de 1910, mas a autora parece não ter destinado o tempo da novela para além do tempo de sua escrita.

## Considerações críticas
A obra despertou considerável simpatia popular pela China e ajudou a fomentar as relações empobrecidas com o Japão até a Segunda Guerra Mundial. O livro de Hilary Spurling "Pearl Buck in China: Journey to The Good Earth" observa que Buck era filha de missionários americanos e defende o livro contra acusações de que seria simplesmente uma coleção de estereótipos racistas. Em seu ponto de vista, Buck entrou profundamente na vida dos Chineses pobres e opôs “fundamentalismo religioso, preconceito racial, opressão de gênero, repressão sexual e discriminação contra pessoas com deficiência”.

## Cinema
- Em 1937, The Good Earth foi adaptado para o cinema estadunidense, para um filme de mesmo nome, no Brasil traduzido como “Terra dos Deuses”,[10] e em Portugal como "Terra Bendita".

## Traduções e edições em língua portuguesa
- Foi traduzido por Oscar Mendes em 1937, com o título “China, Velha China”, para a Editora Globo.[1]
- A Editora Globo produziu uma segunda edição, em 1940, então sob o título “A Boa Terra”, pela Coleção Nobel;[1] a terceira edição foi em 1943. A Globo ainda publicou o livro em 1951 (4ª edição, Coleção Nobel), 1962 (5ª edição, na Coleção Catavento) e em 1992 (6ª edição). A partir da 2ª edição, todas foram publicadas sob o título "A Boa Terra".
- Editora Record, 1965.
- Editora Abril, em 1972, 1974, 1975 (Coleção Clássicos Modernos, nº 3), e em 1981 e 1985 (Série Grandes Sucessos)
- Círculo do Livro, em 1973 e 1976.
- Editora Alfaguara, em 2007